# Saint-Antoine (Saint-Jérôme)
Pour les articles homonymes, voir Saint-Antoine.

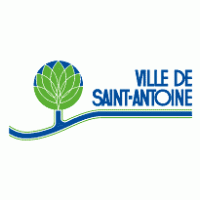
Logo de la ville de Saint-Antoine jusqu'en 2002

Saint-Antoine, auparavant Saint-Antoine-des-Laurentides, est une ancienne municipalité du Québec (Canada). Cette municipalité fait aujourd’hui partie de la municipalité de Saint-Jérôme. 

## Histoire
Saint-Antoine a été créé en 1956 sous le nom de Saint-Antoine-des-Laurentides. La municipalité a été renommée Saint-Antoine en 1967. Le développement de la ville s'est fait avec de nombreux projets résidentiels, qui ont permis d'augmenter la démographie de Saint-Antoine. Lors de la formation de la ville de Mirabel, la partie la plus au sud de Saint-Antoine, reconnue pour son caractère agricole, fusionne avec cette ville. Le reste de Saint-Antoine, marquée par son caractère résidentiel, reste une municipalité à part entière. 
La municipalité a été fusionnée à Saint-Jérôme le 1er janvier 2002 lors des réorganisations municipales québécoises. Les municipalités de Bellefeuille et de Lafontaine ont aussi été fusionnées à Saint-Jérôme à cette occasion. La municipalité comptait 11 488 habitants au moment de la fusion.

## Toponymie
Le nom de Saint-Antoine honore la mémoire d'Antoine Labelle, surnommé le roi du Nord ou le Curé Labelle qui colonisa la région des Laurentides. 

## Institutions
Arrondissement le plus au sud de Saint-Jérôme, ce secteur compte deux écoles primaires et secondaires publiques de la Commission scolaire de la Rivière-du-Nord. L'école primaire de l'horizon-Soleil et l'école secondaire Cap-Jeunesse sont situés vers l'est, tandis que l'école primaire Sainte-Thérèse-de-l'Enfant-Jésus et l'école secondaire Saint-Stanislas se retrouvent davantage au « cœur » de Saint-Antoine, à l'intersection des routes 117 et de la 158.
Le secteur compte également une église, faisant partie du diocèse de Saint-Jérôme.
Sur le plan commercial, différents commerces ont pignon sur rue aux abords des routes 117 et 158, notamment le centre commercial « Galeries des Laurentides », accueillant quelques commerces, ainsi que des services gouvernementaux.

## Transport collectif

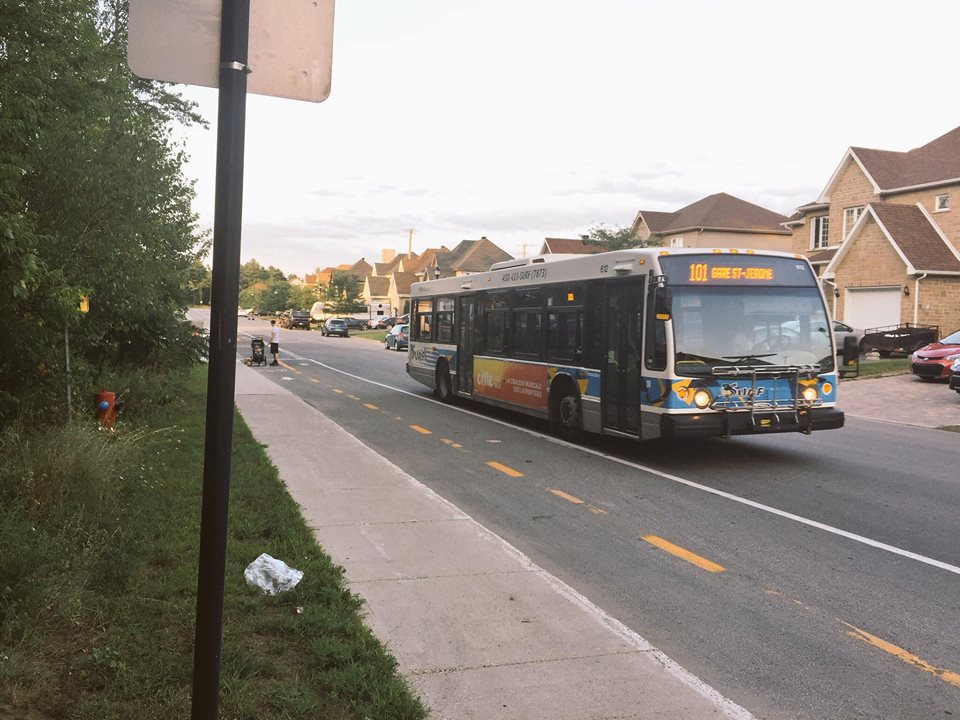
Autobus circulant sur la rue André-Prévost, dans le secteur Saint-Antoine, à Saint-Jérôme.

Le secteur Saint-Antoine est desservi par deux circuits d'autobus sur son territoire, soit les circuits 101, un circuit circulant dans le secteur en direction de la Gare Saint-Jérôme et des Galeries des Laurentides et la ligne 9, sur la route 117. Ceux-ci sont gérés par Exo Laurentides (anciennement connu sous le nom de CIT Laurentides). 

## Sources
Une ville, quatre secteurs (Ville de Saint-Jérôme): http://www.vsj.ca/fr/une-ville-quatre-secteurs.aspx
1. ↑  « parish_detail », sur Diocèse de Saint-Jérôme (consulté le 19 novembre 2018)